# Маркус Тетяна Йосипівна

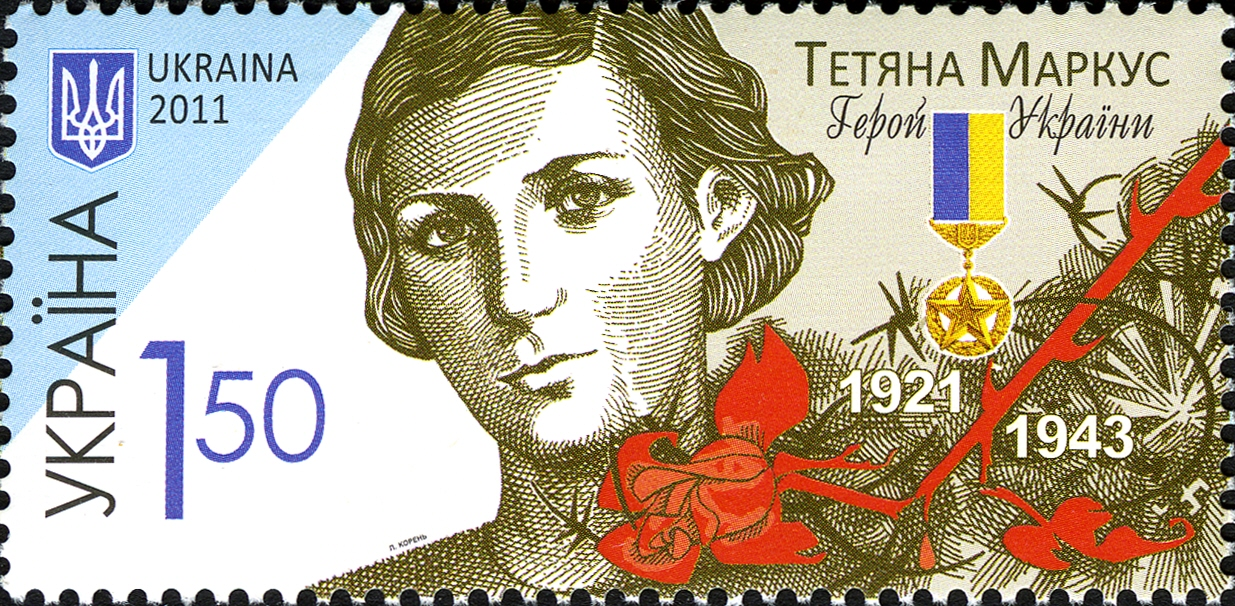
Поштова марка України: «Тетяна Маркус. 1921—1943. Герой України» (№ 1130)

Ма́ркус Тетя́на Йо́сипівна (21 вересня 1921 , Ромни, Полтавська губернія  — 29 січня 1943 , Київ ) — учасниця антинацистського підпілля у місті Києві у роки Другої Світової війни 1941–1943 роках, Герой України (2006, посмертно).

## Біографія
Тетяна Маркус народилася в місті Ромни Полтавської губернії (тепер — Сумська область) у багатодітній єврейській родині. Через кілька років сім'я Маркус переїхала до Києва. Таня Маркус закінчила 9 класів школи № 44. З 1938 року працювала секретарем відділу кадрів пасажирської служби Південно-Західної залізниці. Влітку 1940 року її було відряджено в Кишинів, де працювала в трамвайно-тролейбусному парку.
Із захопленням Кишинева румунами повернулася до Києва, де з перших днів окупації міста стала брати активну участь у підпільній діяльності. Вона була зв'язковою підпільного міськкому і членом диверсійно-винищувальної групи. Неодноразово брала участь в диверсійних актах проти гітлерівців, зокрема, під час параду окупантів кинула гранату, замасковану в букеті айстр, в колону солдатів. За підробленими документами її прописали в приватному будинку під прізвищем Маркусідзе: була придумана легенда, що вона дочка грузинського князя, розстріляного більшовиками. Під цим прізвищем вона влаштувалася працювати в офіцерську їдальню. Там вона успішно продовжувала диверсійну діяльність: підсипала отруту в їжу. Кілька офіцерів загинуло, але Таня залишилася поза підозрою. Крім того, вона власноруч застрелила цінного гестапівському інформатора, а також передала у підпіллі відомості про зрадників, які працювали на гестапо. Багатьох офіцерів німецької армії приваблювала її краса і вони залицялися до неї. Не зміг встояти і високопоставлений чин з Берліна, який прибув для боротьби з партизанами та підпільниками. На своїй квартирі він був застрелений Танею Маркус. За час своєї діяльності Таня Маркус знищила кілька десятків німецьких солдатів і офіцерів.
За нею почалося полювання. Одного разу вона застрелила гітлерівського офіцера і залишила записку: Усіх вас, фашистських гадів чекає така ж доля. Тетяна Маркусідзе. Керівництво радянського підпілля вирішило вивести Таню Маркус із міста до партизанів, однак не зуміло цього зробити. 22 серпня 1942 року вона була схоплена гестапівцями при спробі переправитися через Десну. Протягом 5 місяців її піддавали в гестапо жорстоким тортурам, але вона нікого не видала. 29 січня 1943 вона була розстріляна.

## Нагороди
- Звання Герой України з удостоєнням ордена «Золота Зірка» (21 вересня 2006) — за особисту мужність і героїчну самопожертву, незламність духу в боротьбі з фашистськими загарбниками у Великій Вітчизняній війні 1941—1945 років (посмертно)[3]
- Медаль «Партизанові Вітчизняної війни» 2-го ступеня (посмертно).
- Медаль «За оборону Києва» (посмертно).

## Пам'ять
- Меморіальна дошка на фасаді київської середньої школі № 44 (Жилянська вулиця, 46).
- 1 грудня 2009 року в Києві на території Бабиного Яру було встановлено пам'ятник Тетяні Маркус.[4]. Автор пам'ятника — скульптор Валерій Медведєв На церемонії відкриття були присутні мер Києва Леонід Черновецький і посол Ізраїлю Зіна Калай-Клайтман.
- 21 вересня 2011 року у Меморіальному комплексі «Національний музей історії України у Другій світовій війні» відбувся урочистий захід — музейний урок «Долі героїчної рядки», присвячений святкуванню 90-річчя від дня народження Тетяни Маркус[5]. Участь в урочистостях взяли відвідувачі Національного музею історії Великої Вітчизняної війни, учнівська молодь спеціалізованої школи № 44 ім. Т. Й. Маркус м. Києва, представники єврейських громадських організацій, Микола Засєєв-Руденко — кінорежисер, народний артист СРСР, режисер фільму «Бабин Яр». До пам'ятної дати Українське державне підприємство поштового зв'язку «Укрпошта» ввело в обіг художню поштову марку «Тетяна Маркус. 1921—1943. Герой України», конверт «Перший день» і штемпель спецпогашення. Художниця марки і штемпелів — Лариса Корень. На марці зображено портрет патріотки та червону зламану троянду, переплетену колючим дротом, як символ зламаної долі. На конверті «Тетяна Маркус — київська підпільниця. Перший день» зображено пам'ятник, який було встановлено героїні 1 грудня 2009 року на території Бабиного Яру. Погашення художньої поштової марки спеціальним штемпелем «Тетяна Маркус. 1921—1943. Перший день» здійснив Левітас Ілля Михайлович — президент Ради національних громад України, президент Єврейської ради України, голова фондів «Пам'ять Бабиного Яру» і «Пам'ять жертв фашизму в Україні», автор книги про Тетяну Маркус.

## Зображення

Пам'ятник Тетяні Маркус, Бабин Яр
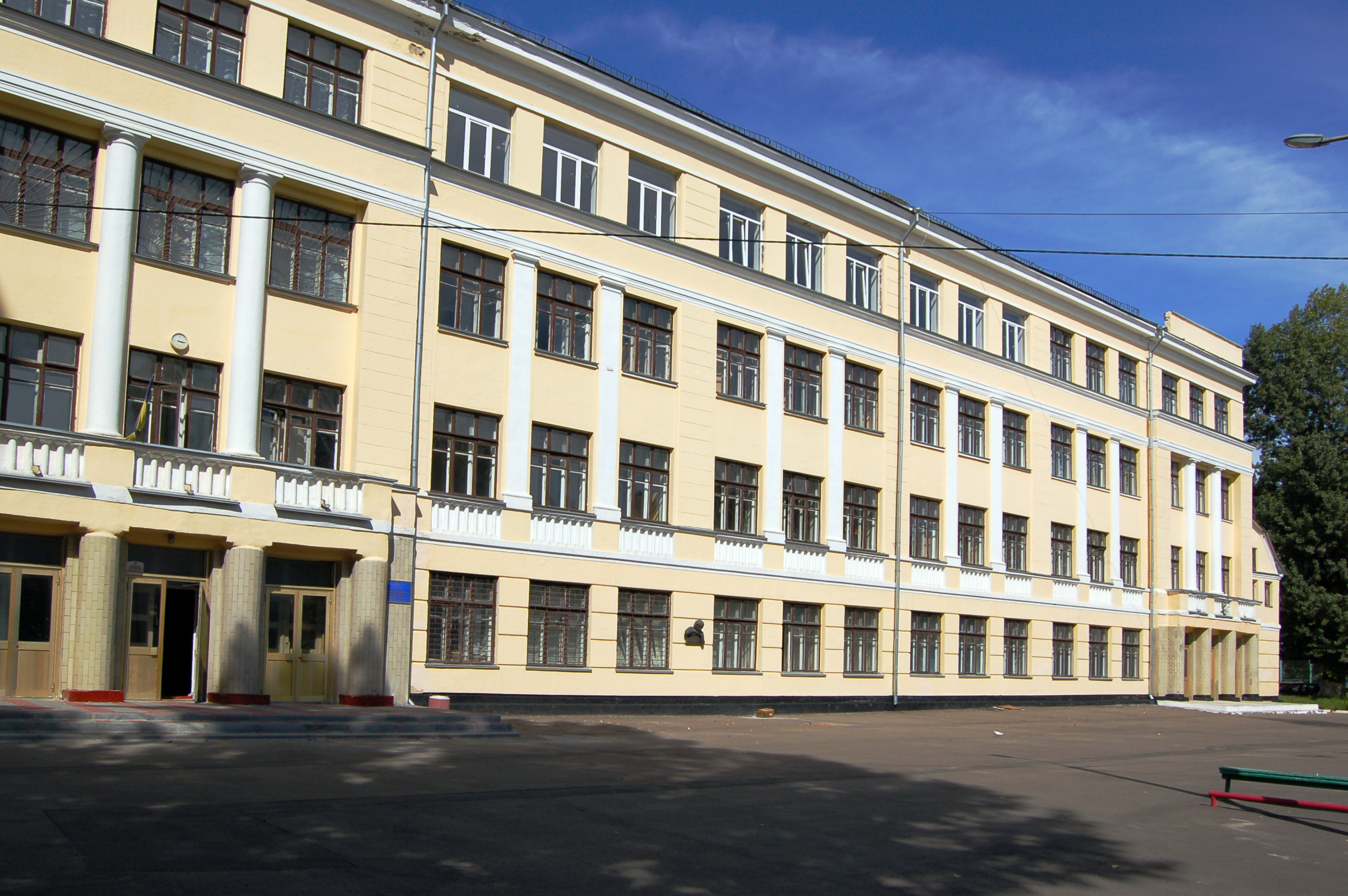
Школа № 44 на Жилянській вулиці, де навчалась Тетяна Маркус
Меморіальна дошка на будівлі школи. Вкрадено 2016 року
Меморіальна дошка на будівлі школи. Встановлено 2017 року

## Виноски
1. 1 2 3 4 5 6  https://zn.ua/SOCIUM/izvestnoe_i_novoe_slovo_o_tane_markus.html
2. ↑  Підпільниця Маркус проти німецьких окупантів. kyivyes.com.ua. 17.02.2023.
3. ↑  Указ Президента України № 768/2006 від 21 вересня 2006 року «Про присвоєння звання Герой України». Архів оригіналу за 28 вересня 2020. Процитовано 14 березня 2008.
4. ↑  Тетяну Маркус увіковічено в Бабиному Яру. Архів оригіналу за 12 грудня 2009. Процитовано 1 грудня 2009.
5. ↑  Урочисте спецпогашення поштової марки «Тетяна Маркус. 1921 –1943. Герой України». Укрпошта. Архів оригіналу за 26 червня 2013. Процитовано 22 вересня 2011.